# Дали Сопра (Лука)
Дали Сопра је насеље у Италији у округу Лука, региону Тоскана.
Према процени из 2011. у насељу је живело 47 становника. Насеље се налази на надморској висини од 1002 м.